# Фрай-Лауберсхайм
Фрай-Лауберсхайм (нем. Frei-Laubersheim) — община в Германии, в земле Рейнланд-Пфальц. 
Входит в состав района Бад-Кройцнах. Подчиняется управлению Бад Кройцнах.  Население составляет 1038 человек (на 31 декабря 2010 года). Занимает площадь 9,88 км².